# WISHES〜I'll be there〜/You'll Be in My Heart
『WISHES〜I'll be there〜/You'll Be in My Heart』（ウィッシーズ アイルビーゼア/ユールビーインマイハート）は、1999年11月25日に発売された20th Century及びMarsa Sakamotoのファーストシングル。

## 解説
- 両A面シングルで、表題曲の2曲にはそれぞれタイアップがついており、両曲ともベストアルバムにも収録された。

## 収録曲
1. WISHES 〜I'll be there〜
作詞/作曲/編曲：小幡英之
  - フジテレビ系「嵐のV1」テーマソング
2. You'll Be in My Heart - Marsa Sakamoto
作詞/作曲：Phil Collins、日本語詞：湯川れい子
  - フィル・コリンズのカバー
  - アニメ映画「ターザン」日本語吹替版主題歌
  - TBS系「学校へ行こう!」テーマソング
3. WISHES 〜I'll be there〜（BRAVE STONE MIX）
Remixed by Isao Osada
4. WISHES 〜I'll be there〜（カラオケ）
5. You'll Be in My Heart（カラオケ）

## 収録アルバム
- Very best（#1, 2）
- Replay〜Best of 20th Century〜（#1）
- ターザン オリジナル・サウンドトラック（#2）